# Šelihovljev zaljev
Šelihovljev zaljev (rus. залив Шелихова) je veliki zaljev uz sjeverozapadnu obalu Kamčatke, u Rusiji. Smješten je u sjeveroistočnom kutu Ohotskog mora i grana se u dva glavna kraka, zaljev Gižigin na zapadu i zaljev Penžin na istoku. Njegov jugozapadni kut čine poluotok Pjagina, Jamski zaljev i Jamski otoci.
Zaljev je nazvan prema ruskom istraživaču Grigoriju Šelikovu.
Zaljev Šelikova ne bi trebalo miješati s mnogo manjim zaljevom istog imena (na koordinatama 50.3764N, 155.62E), također u Ohotskom moru, na sjeverozapadu otoka Paramušir.

## Povijest
Zaljev Šelikhov su posjećivali američki kitolovci koji su lovili grenlandske i sive kitove između 1849. i 1900. godine. Zvali su ga Sjeveroistočni zaljev. Također su trgovali s domorocima za ribu i sobove. 11. kolovoza 1867. godine, bark Stella (270 tona), iz New Bedforda, kap. Ebenezer F. Nye, stradao je na Kraynyju na sjeveroistočnom dijelu zaljeva. Dvojica muškaraca ubijena su dok je barkina razbijena na komade o stijene. Ostatak posade podijelio se u nekoliko plovila

## Vanjske poveznice
- Koryakia